# 齊藤真也
齊藤 真也（さいとう しんや、1966年3月 - ）は、日本の生理学者（薬理学）。学位は博士（獣医学）（東京大学・1995年）。静岡県立大学薬学部准教授・大学院薬学研究院准教授。
岩手大学農学部助手、東北大学薬学部助手、東北大学大学院医学系研究科助手などを歴任した。

## 来歴

### 生い立ち
1966年3月に生まれた。東京大学に進学し、農学部の獣医学科にて学んだ。1991年3月に東京大学を卒業した。その後は同大学の[大学院に進学し、農学生命科学研究科にて学んだ。1995年3月、東京大学の大学院における博士課程を修了した。それに伴い、博士（獣医学）の学位を取得した。

### 研究者として
大学院修了後は、1995年8月に岩手大学に採用され、農学部の助手に就任した。1998年7月には、東北大学に転じ、薬学部の助手に就任した。なお、2005年4月には、大学院の医学系研究科の助手が本務となった。のちに静岡県立大学に転じ、薬学部の准教授に就任した。薬学部においては、主として薬学科の講義を担当し、薬理学分野を受け持った。また、静岡県立大学の大学院においては、薬学研究院の准教授を兼務した。大学院においては、薬食生命科学総合学府の講義を担当し、薬理学教室を受け持った。

## 研究
専門は生理学であり、薬理学などの分野について研究していた。特に平滑筋について研究しており、その興奮と収縮との連関についての解明を試みた。また、天然由来の生理活性物質についても研究しており、その作用機序の解明を試みた。特に知られている研究としては、カフェインの肝線維化抑制作用についての研究が挙げられる。肝疾患治療に生かすため、肝星細胞の活性化を抑制する物質の探索を長年続けてきた。その結果、カフェインに肝星細胞活性化を抑制する作用があることを見出したため、その生理作用について研究することとなった。
学術団体としては、日本薬理学会、日本薬学会、日本生化学会、日本獣医学会、日本平滑筋学会などに所属している。

## 略歴
- 1966年 - 誕生。
- 1991年 - 東京大学農学部卒業。
- 1995年 - 東京大学[大学院農学生命科学研究科博士課程修了。
- 1995年 - 岩手大学農学部助手。
- 1998年 - 東北大学薬学部助手。
- 2005年 - 東北大学大学院医学系研究科助手。

## 関連人物
- 石川智久 (薬学者)